# Time Cut
Time Cut är en amerikansk thriller och mysteriefilm som hade premiär på strömningstjänsten Netflix den 30 oktober 2024. Filmen är regisserad av Hannah Macpherson som även skrivit manus tillsammans med Michael Kennedy.

## Handling
Filmen kretsar kring en tonåring som råkar resa bakåt i tiden till några dagar innan hennes syster dödas år 2003, och bestämmer sig för att försöka förhindra mordet.

## Rollista (i urval)
- Madison Bailey – Lucy Field
- Antonia Gentry
- Michael Shanks – Gil
- Griffin Gluck
- Rachael Crawford